# Castle on the Hudson
Castle on the Hudson (bra: Dias Sem Fim) é um filme noir estadunidense de 1940, do gênero drama criminal, dirigido por Anatole Litvak, e estrelado por John Garfield, Ann Sheridan e Pat O'Brien. O roteiro de Seton I. Miller, Brown Holmes e Courtney Terrett foi baseado no livro "Twenty Thousand Years in Sing Sing" (1932), de Lewis E. Lawes – o diretor da real prisão de Sing Sing de 1920 a 1941.
A produção é uma refilmagem de "20.000 Years in Sing Sing" (1932), filme com Spencer Tracy, também baseado no livro de Lawes.

## Sinopse
O mafioso egocêntrico Tommy Gordan (John Garfield) não está preocupado com sua condenação à prisão de Sing Sing porque acha que seus amigos políticos conseguirão tirá-lo de lá, em liberdade condicional. Um prisioneiro problemático, ele finalmente aceita que seus amigos o abandonaram, e faz um esforço para conseguir se manter. Quando sua namorada Kay Manners (Ann Sheridan) é ferida em um acidente, o diretor da prisão Walter Long (Pat O'Brien) dá um passe para Tommy ir vê-la, mas o problema surge quando Tommy encontra o homem responsável por sua condenação.

## Elenco
- John Garfield como Tommy Gordan
- Ann Sheridan como Kay Manners
- Pat O'Brien como Walter Long, o diretor da prisão
- Burgess Meredith como Steve Rockford
- Henry O'Neill como Promotor
- Jerome Cowan como Ed Crowley
- Guinn "Big Boy" Williams como Mike Kagel
- John Litel como Capelão da Prisão
- Margot Stevenson como Ann Rockford
- Willard Robertson como Detetive Ragan
- Edward Pawley como Black Jack
- Billy Wayne como Pete
- Nedda Harrigan como Sra. Long
- Wade Boteler como Guarda Principal
- Barbara Pepper como Goldie
- Robert Strange como Joe Morris
- William Hopper como Repórter (não-creditado)
- Grant Mitchell como Dr. Ames (não-creditado)
- Frank Puglia como Tony, prisioneiro no corredor da morte (não-creditado)
- Adrian Morris como Prisioneiro (não-creditado)

## Produção
Um ano antes, John Garfield se recusou a desempenhar um papel em "Invisible Stripes" (1939) como o irmão mais novo de George Raft, e isso forçou a Warner Brothers a colocar o ator na primeira de 11 suspensões totais enquanto estava no estúdio. Foi somente depois que a Warner concordou em permitir que Garfield desempenhasse o papel principal no filme "Saturday's Children", baseado na peça de 1927 de Maxwell Anderson, que Garfield concordou em atuar pela primeira vez em "Castle on the Hudson".
Antes do início das filmagens, John Garfield fez duas exigências. Primeiro, ele estipulou que o final original, onde seu personagem morre na cadeira elétrica por um crime que não cometeu, fosse mantido no roteiro final do filme. Segundo, para selar o acordo, Garfield pediu por um bônus de US$ 10.000. A Warner Bros. concordou com ambas as exigências.
Na semana em que o filme estreou em Nova Iorque, Garfield participou do popular programa de rádio da NBC, "Cavalcade of America". A transmissão de 5 de março de 1940 promoveu seu trabalho em sua nova peça "Heavenly Express", de Albert Bein, mas não fez menção ao recém-lançado "Castle on the Hudson". Ironicamente, a peça de Bein foi encerrada após apenas 20 apresentações, mas Castle se tornou um sucesso comercial retumbante.

## Recepção
Uma crítica não assinada no The New York Times, publicada durante a estreia de "Castle on the Hudson" em março de 1940, elogiou o elenco como sendo "tão bom que um ator como Burgess Meredith parece satisfeito com o quarto faturamento". O crítico, no entanto, criticou os personagens que eles interpretaram, reclamando que "você já conheceu todos eles antes, e quer você queira renovar o conhecimento ou não, aqui está uma excelente oportunidade".
De acordo com um dos biógrafos de John Garfield, o ator ficou desapontado porque "os críticos não pensaram muito no filme ou em sua atuação". Além disso, parecia que ele estava continuamente tentando "provar que tinha muito mais alcance como ator" do que a Warner lhe permitia demonstrar. Então, quando o estúdio lhe ofereceu outro papel de durão em "Flight Angels" (1940), ele o rejeitou e, pela segunda vez, foi suspenso.
Em 1977, o Greater Ossining Arts Council apresentou um festival de cinema sob o título de Stars in Stripes Forever. Os filmes selecionados para exibição foram aqueles que foram filmados ou ambientados na Prisão de Ossining (Sing Sing). Além de homenagear "Castle on the Hudson", o festival também saudou filmes como "20.000 Years in Sing Sing" (1932), "Invisible Stripes" e "Each Dawn I Die" (ambos de 1939).